# Sân vận động Chase
Sân vận động Chase (tiếng Anh: Chase Stadium) là một sân vận động dành riêng cho bóng đá ở Fort Lauderdale, Florida. Được xây dựng trên địa điểm của Sân vận động Lockhart trước đây, sân vận động có sức chứa 18.000 chỗ ngồi này là sân nhà của Inter Miami CF thuộc Major League Soccer và đội dự bị Fort Lauderdale CF thuộc USL League One. Sân vận động DRV PNK được dự định làm sân nhà tạm thời của Inter Miami CF cho đến khi Freedom Park được hoàn thành.
Sân vận động là trụ sở chính của đội và học viện trẻ của đội, ngoài ra còn có các sân tập khác.

## Lịch sử
Vào năm 2016, Fort Lauderdale Strikers thông báo rằng đội sẽ chuyển ra khỏi Sân vận động Lockhart, sau đó sân vận động rơi vào tình trạng hư hỏng. Vào tháng 1 năm 2019, đội mở rộng Major League Soccer, Inter Miami CF đã công bố ý định lựa chọn Sân vận động Lockhart để làm sân tập của câu lạc bộ cho đội một, học viện trẻ và đội United Soccer League (USL) Fort Lauderdale CF. Hội đồng thành phố Fort Lauderdale đã nhất trí thông qua đấu thầu của Inter Miami cho địa điểm Sân vận động Lockhart vào tháng 3 năm 2019. Vào tháng 4, Ủy ban Thành phố Fort Lauderdale đã giải tỏa Inter Miami để bắt đầu quá trình phá dỡ. Vào ngày 9 tháng 7 năm 2019, Ủy ban Thành phố Fort Lauderdale đã nhất trí thông qua hợp đồng thuê 50 năm địa điểm Sân vận động Lockhart với Inter Miami; theo các điều khoản của thỏa thuận, thành phố Fort Lauderdale sẽ giữ quyền sở hữu tài sản trong khi Inter Miami sẽ chịu trách nhiệm xây dựng, vận hành và bảo trì các cơ sở mới.
Vào ngày 13 tháng 11 năm 2019, Inter Miami CF thông báo rằng trận đấu đầu tiên trên sân nhà của câu lạc bộ được lên kế hoạch vào ngày 14 tháng 3 năm 2020, gặp LA Galaxy. Trận đấu đầu tiên bị hoãn do đại dịch COVID-19 đến ngày 22 tháng 8 năm 2020.
Trận đấu bóng đá đầu tiên được diễn ra tại sân vận động được diễn ra sau cánh cửa đóng kín vào ngày 18 tháng 7 năm 2020. Trận đấu có sự góp mặt của đội dự bị của Inter Miami, Fort Lauderdale CF, đội đã có trận đấu với Greenville Triumph SC trong một trận đấu USL League One. Fort Lauderdale thua trận đấu với tỷ số 0–2.
Vào ngày 9 tháng 12 năm 2020, sân vận động đã tổ chức trận đấu quốc tế đầu tiên giữa Hoa Kỳ và El Salvador. Trận đấu kết thúc với chiến thắng 6–0 cho Hoa Kỳ.
Vào ngày 20 tháng 2 năm 2024, một ngày trước trận đấu mở màn mùa giải thường niên 2024 của Inter Miami, câu lạc bộ đã công bố một thỏa thuận hợp tác dài hạn với JPMorgan Chase về quyền đặt tên sân vận động. Theo đó, sân được đổi tên thành Sân vận động Chase và có hiệu lực ngay lập tức.